# Tordylium elegans
Tordylium elegans – gatunek rośliny jednorocznej z rodziny selerowatych. Występuje endemicznie w południowej Turcji. Rośnie na polach, poboczach, a także na miejscach skalistych.